# Ronald Grabe
Ronald John Grabe (New York, 13 juni 1945) is een voormalig Amerikaans ruimtevaarder. Grabe zijn eerste ruimtevlucht was STS-51-J met de spaceshuttle Atlantis en vond plaats op 3 oktober 1985. De missie werd uitgevoerd voor het Amerikaanse ministerie van Defensie.
In totaal heeft Grabe vier ruimtevluchten op zijn naam staan. In 1994 verliet hij NASA en ging hij als astronaut met pensioen.